# 埃玛·约翰逊
埃玛·约翰逊（英語：Emma Johnson，1980年2月24日—），澳大利亚女子游泳运动员。她曾代表澳大利亚参加1996年夏季奥林匹克运动会游泳比赛，获得女子4×200米自由泳接力铜牌。